# Decadimento alfa
In fisica nucleare il decadimento alfa è quel tipo di decadimento radioattivo per cui un nucleo atomico instabile (radionuclide) di un dato elemento chimico decade emettendo una particella α, ossia un nucleo di 4He, trasmutandosi in un nucleo di un altro elemento. In tal modo il numero di massa del radionuclide viene ridotto di 4 unità e il suo numero atomico di 2 unità; il nuclide così prodotto può essere stabile così, o essere ancora radioattivo e decadere a sua volta. Il decadimento alfa è tipico dei radionuclidi che presentano un eccesso di protoni rispetto ai neutroni.
Il decadimento alfa è un fenomeno fisico che si basa sull'effetto tunnel, e quindi non spiegabile dalla meccanica classica.

## Descrizione
Il decadimento alfa avviene in accordo con la legge di conservazione della massa/energia con l'emissione di una particella, detta appunto particella α, composta da due protoni e due neutroni, da un isotopo radioattivo di un elemento con elevato numero atomico (Z>83). In generale si può dire che il decadimento alfa è un processo probabilistico che trasforma un nucleo con numero di massa {\displaystyle A} (avente {\displaystyle Z} protoni e {\displaystyle N} neutroni) in un nucleo con numero di massa 
{\displaystyle A-4} tramite l'emissione di un nucleo di {\displaystyle ^{4}{\hbox{He}}} secondo lo schema di reazione:
{\displaystyle A_{1}(Z,N)\;\to \;A_{2}(Z-2,N-2)+\alpha .}
Il numero dei protoni passa da {\displaystyle Z} a  {\displaystyle Z-2} e il numero dei neutroni passa da {\displaystyle N} a {\displaystyle N-2}. Perdendo due protoni, l'elemento indietreggia di due posizioni nella tavola periodica degli elementi.
La stabilità dei nuclei atomici degli elementi transuranici è uno dei campi di ricerca più attivi della fisica nucleare. Il decadimento alfa è tipico di nuclei con numero di massa {\displaystyle A>210}. Dall'esame delle energie di decadimento alfa di svariati nuclidi (Qα) è possibile determinare una casistica in base al valore che assume {\displaystyle A} :
- per valori di {\displaystyle A<140} Qα è quasi sempre negativa, quindi il decadimento generalmente non avviene, anche se esistono due eccezioni per i nuclei del berillio ({\displaystyle ^{8}{Be}}) e del boro ({\displaystyle ^{9}{B}});
- per {\displaystyle 140<A<210} Qα è positiva, ma molto piccola (< 3 MeV); ciò comporta una bassa probabilità di decadimento e conseguente difficoltà di rivelazione. Tuttavia, è noto il decadimento α dei due nuclei del gadolinio ({\displaystyle ^{162}{Gd}}) e dell'afnio ({\displaystyle ^{174}{Hf}}), con tempi di dimezzamento {\displaystyle t_{1/2}>10^{14}a};
- per {\displaystyle A>210} Qα è positiva e grande (sopra i 3 MeV).

Decadimento alfa

Come molti processi quantistici, anche il decadimento alfa è descritto da leggi statistiche: la percentuale di atomi che, in un certo intervallo di tempo, subisce il decadimento, è una costante. Per dare un'unità di misura standard, si indica solitamente il tempo in cui metà degli atomi di un isotopo radioattivo decadono. Tale periodo prende il nome di emivita dell'isotopo. Caratteristica del decadimento alfa è quella di avere emivite con un campo di variabilità molto ampio, da poche frazioni di secondo a migliaia di anni:
{\displaystyle 10^{-7}s<t_{1/2}<10^{10}a,}
contrapposto a un ristretto campo di variabilità di energia liberata:
{\displaystyle 4MeV<Q_{\alpha }<9MeV.}
Nella maggior parte dei casi, gli isotopi instabili subiscono decadimenti di vario tipo in successione, e pertanto si parla di catena di decadimento di un isotopo, intendendo la sequenza di decadimenti che tale atomo percorre. Quasi tutte le catene di decadimento finiscono con un isotopo stabile del piombo.
La vita media di un elemento soggetto a questo tipo di decadimento è varia: si passa, infatti dagli oltre 1010 anni del torio, alle frazioni di secondo del polonio 214 pari a 1,6 x 10−4 s. Il decadimento più noto è però quello dell'uranio:
{\displaystyle {}_{92}^{238}{\hbox{U}}\;\to \;{}_{90}^{234}{\hbox{Th}}\;+\alpha }
dove α indica la particella α prodotta.
Il decadimento alfa è tipico degli isotopi radioattivi contenuti nelle scorie nucleari prodotte nella reazione di fissione nucleare che avvengono nei reattori a fissione.

## Teoria del decadimento alfa

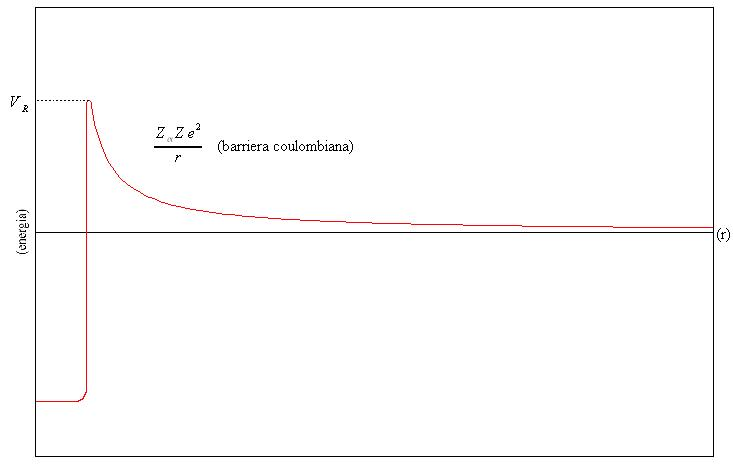
La barriera coulombiana

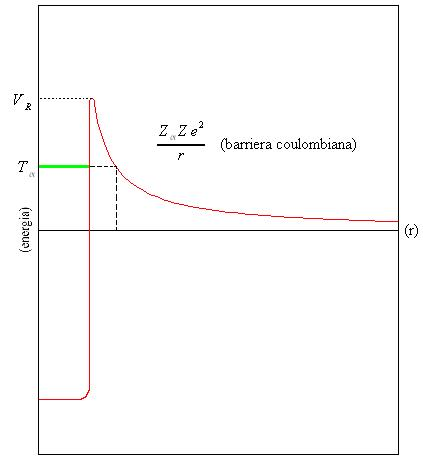
La barriera coulombiana (in verde l'energia cinetica della particella α)

La teoria che sta alla base di tale decadimento è stata sviluppata dal fisico ucraino George Gamow e si basa sull'effetto tunnel.
Si può prendere, come esempio di decadimento, quello del radio:
{\displaystyle {}_{88}^{226}{\hbox{Ra}}\;\to \;{}_{86}^{222}{\hbox{Rn}}\;+\alpha }
dove {\displaystyle Rn} è il radon, il gas nobile successivo allo xenon.
Prima di scendere nel dettaglio, si supponga di unire due nuclei di deuterio: si otterrà una particella {\displaystyle \alpha }: ogni reazione di questo tipo dà un'energia di circa 10 MeV. I due atomi, per unirsi, devono però superare la cosiddetta barriera coulombiana, che è anche la barriera che deve superare la particella α per poter uscire dal nucleo decadente.
Ora, chiamando con {\displaystyle m_{P}} la massa del radio e con {\displaystyle m_{D}} quella del radon, si possono scrivere alcune relazioni energetiche:
{\displaystyle E_{tot}^{i}=m_{p}c^{2}}
{\displaystyle E_{tot}^{f}=m_{\alpha }c^{2}+m_{D}c^{2}+T_{\alpha }}
e per la conservazione dell'energia ({\displaystyle E_{tot}^{i}=E_{tot}^{f}}):
{\displaystyle T_{\alpha }=((m_{P}\left)-(m_{\alpha }+m_{D}\right))c^{2}>0}
e quindi il decadimento avviene solo quando la massa del nucleo che decade (massa iniziale) è maggiore della somma delle masse dei nuclei prodotti.

### Equazione di Schrödinger
Per studiare il decadimento, quindi, si fa intervenire l'equazione di Schrödinger:
{\displaystyle \left(H_{0}+V_{C}\right)\psi =E\psi }
dove {\displaystyle H_{0}} è l'hamiltoniana che descrive l'energia cinetica di due particelle, con masse {\displaystyle m_{\alpha }} ed {\displaystyle m_{D}}.
Questo problema a due corpi può essere semplicemente descritto come un problema ad un corpo solo separando la parte del moto relativo da quella del centro di massa, che non è interessante ai fini dell'interazione studiata. L'equazione diventa pertanto:
{\displaystyle \left({\frac {p^{2}}{2\mu }}+V_{C}\right)\psi =E\psi }
dove:
{\displaystyle {\begin{aligned}{\frac {1}{\mu }}&={\frac {1}{m_{\alpha }}}+{\frac {1}{m_{D}}}\\{\vec {p}}&={\frac {m_{D}{\vec {p}}_{\alpha }-m_{\alpha }{\vec {p}}_{D}}{m_{D}+m_{\alpha }}}\end{aligned}}}
(nelle quali abbiamo indicato con {\displaystyle \mu } la massa ridotta e con {\displaystyle {\vec {p}}} la quantità di moto),
e nella notazione ad operatori di Schrödinger si ottiene:
{\displaystyle \left(-{\frac {\hbar ^{2}}{2\mu }}\nabla ^{2}+V_{C}\right)\psi =E\psi }
che può essere scritta in coordinate sferiche, poiché anche lo stesso potenziale dipende solo da {\displaystyle r}:
{\displaystyle \left[-{\frac {\hbar ^{2}}{2\mu }}{\frac {1}{r^{2}}}\left({\frac {\partial }{\partial r}}r^{2}{\frac {\partial }{\partial r}}\right)+{\frac {L^{2}}{2\mu r^{2}}}+V_{C}\right]\psi (r,\theta ,\varphi )=E\psi (r,\theta ,\varphi )}
La funzione d'onda {\displaystyle \psi }, soluzione dell'equazione, può essere scritta come il prodotto di una funzione {\displaystyle u} della sola posizione per una armonica sferica, ovvero un'autofunzione dell'operatore momento angolare {\displaystyle L^{2}}:
{\displaystyle L^{2}Y_{l}^{m}(\theta ,\varphi )=\hbar ^{2}l(l+1)Y_{l}^{m}}
e quindi l'equazione di Schrödinger diventa:
{\displaystyle \left[-{\frac {\hbar ^{2}}{2\mu }}{\frac {1}{r^{2}}}\left({\frac {\partial }{\partial r}}r^{2}{\frac {\partial }{\partial r}}\right)+{\frac {\hbar ^{2}l(l+1)}{2\mu r^{2}}}+V_{C}\right]u(r)=Eu(r)}
che può essere ulteriormente semplificata introducendo la funzione {\displaystyle \chi (r)=r\cdot u(r)}:
{\displaystyle \left[-{\frac {\hbar ^{2}}{2\mu }}{\frac {\partial ^{2}}{\partial r^{2}}}+{\frac {\hbar ^{2}}{2\mu r^{2}}}l(l+1)+V_{C}\right]\chi (r)=E\chi (r)}
In onda S (onda sferica, con {\displaystyle l}=0), trovare le {\displaystyle \chi } soluzioni si riduce a risolvere la seguente equazione differenziale:
{\displaystyle {\frac {\partial ^{2}}{\partial r^{2}}}\chi (r)-K^{2}(r)\chi (r)=0}
con
{\displaystyle K^{2}(r)={\frac {2\mu }{\hbar ^{2}}}\left(V(r)-E\right)}
Se {\displaystyle K(r)} non fosse una funzione della posizione, la soluzione sarebbe semplicemente del tipo:
{\displaystyle \chi (r)=A\operatorname {e} ^{-k\cdot r}}
ma in questo caso anche la fase sarà una funzione di {\displaystyle r}:
{\displaystyle \chi (r)=A\operatorname {e} ^{f(r)}}
ottenendo un'equazione differenziale per {\displaystyle f}:
{\displaystyle -{\frac {\operatorname {d} ^{2}f}{\operatorname {d} r^{2}}}+\left({\frac {\operatorname {d} f}{\operatorname {d} r}}\right)^{2}-k^{2}=0}
Risolvere in maniera esatta questa equazione è molto difficile (per non dire impossibile): esistono però alcuni metodi di approssimazione, come il WKB o, più semplicemente, trascurando la derivata seconda di {\displaystyle f} rispetto ad {\displaystyle r} (essa è certamente più piccola rispetto al quadrato della derivata prima). In questo caso è semplice verificare che
{\displaystyle f(r)=\int k(r')\operatorname {d} r'}
è soluzione.
Ora, poiché l'armonica sferica di ordine 0 {\displaystyle Y_{0}^{0}} è:
{\displaystyle Y_{0}^{0}={\frac {1}{\sqrt {4\pi }}}}
sostituendo la {\displaystyle f} nella {\displaystyle \chi } e quest'ultima nella {\displaystyle u} e quindi il tutto nella {\displaystyle \psi }, si può finalmente scrivere la soluzione dell'equazione di Schrödinger di partenza:
{\displaystyle \psi (r)={\frac {1}{\sqrt {4\pi }}}{\frac {A}{r}}\operatorname {e} ^{-\int K(r')\operatorname {d} r'}}

### Il fattore di Gamow
È proprio grazie alla funzione d'onda trovata che si riesce a scrivere il cosiddetto fattore di Gamow: della dinamica del decadimento, infatti, siamo interessati solo alla fase iniziale ({\displaystyle r=R} - quando inizia il decadimento) e a quella finale ({\displaystyle r=r_{0}} - la fine del tunnel); e quindi:
{\displaystyle {\frac {\psi (r=r_{0})}{\psi (r=R)}}={\frac {R}{r_{0}}}\operatorname {e} ^{-\int _{R}^{r_{0}}K(r)\operatorname {d} r}}
Il fattore di Gamow è legato al coefficiente di trasmissione o penetrazione, in quanto quest'ultimo è definito come il quadrato del primo:
{\displaystyle T={\frac {\left|\psi (r_{0})\right|^{2}}{\left|\psi (R)\right|^{2}}}={\frac {R^{2}}{r_{0}^{2}}}\operatorname {e} ^{-2\int _{R}^{r_{0}}K(r)\operatorname {d} r}}

### Vita media
Esso è a sua volta legato alla vita media del decadimento attraverso la rapidità:
{\displaystyle \Gamma ={\frac {T}{\tau _{n}}}}
dove
{\displaystyle {\frac {1}{\tau _{n}}}={\frac {\hbar }{R^{2}m_{p}}}}
che è la frequenza con la quale la particella {\displaystyle \alpha } va contro la parete del potenziale.
Quindi, per stimare la vita media {\displaystyle \tau } del decadimento bisogna calcolare la rapidità dello stesso:
{\displaystyle \Gamma ={\frac {1}{\tau }}={\frac {\hbar }{r_{0}^{2}m_{p}}}\operatorname {e} ^{-2{\frac {\sqrt {8m}}{\hbar }}\int _{R}^{r_{0}}{\sqrt {V(R)-E}}\operatorname {d} r}}
dove al posto della massa ridotta {\displaystyle \mu } si è sostituito 4 volte {\displaystyle m}, massa del nucleone, poiché generalmente, per masse {\displaystyle m_{D}} molto grandi (come spesso avviene) la massa ridotta è circa quella della particella {\displaystyle \alpha }.
Questa vita media, in generale, varierà in dipendenza del tipo di nuclei che decadono e della quantità iniziale di energia cinetica posseduta dal nucleo di elio prodotto.
Da studi fatti, sono peraltro emerse delle correlazioni tra vita media, energia cinetica delle particelle {\displaystyle \alpha } emesse, numero di massa e numero atomico:
- per una famiglia di isotopi (cioè con numero atomico {\displaystyle Z} fissato), si ha che all'aumentare del numero di massa {\displaystyle A} l'energia cinetica {\displaystyle T_{\alpha }} delle particelle {\displaystyle \alpha } emesse decresce e la vita media aumenta
- per una famiglia di isobari (cioè con {\displaystyle A} costante), si ha che all'aumentare di {\displaystyle Z} l'energia cinetica delle particelle {\displaystyle \alpha } risulta crescente e la vita media risulta invece decrescente
- la vita media diminuisce quando aumenta l'energia cinetica {\displaystyle T_{\alpha }}.